# Bonaventura Furlanetto
Bonaventura Furlanetto (Venecia, 27 de maig de 1738 – Venecia, 6 d'abril de 1817) fou un compositor i pedagog musical i era conegut amb el sobrenom de Musin.
Encara molt jove fou nomenat mestre de cant i director de les representacions de l'Ospedale della Pietà, en el qual només s'admetien senyoretes, amb les quals, formà una orquestra molt notable. També va ser mestre de capella de la Basílica de Sant Marc i professor de contrapunt i fuga de l'Institut Filharmònic de la seva vila nadiua. En el contrapunt va tenir com alumne, entre d'altres a Anselmo Marsand (1769-1841).
Deixà abundant música religiosa com la cantata San Giovanni Nepomuceno, els oratoris Tobies é Il Voto di Jefté',' una missa, etc., i un Tratado de contrapunto.